# Flat Eric

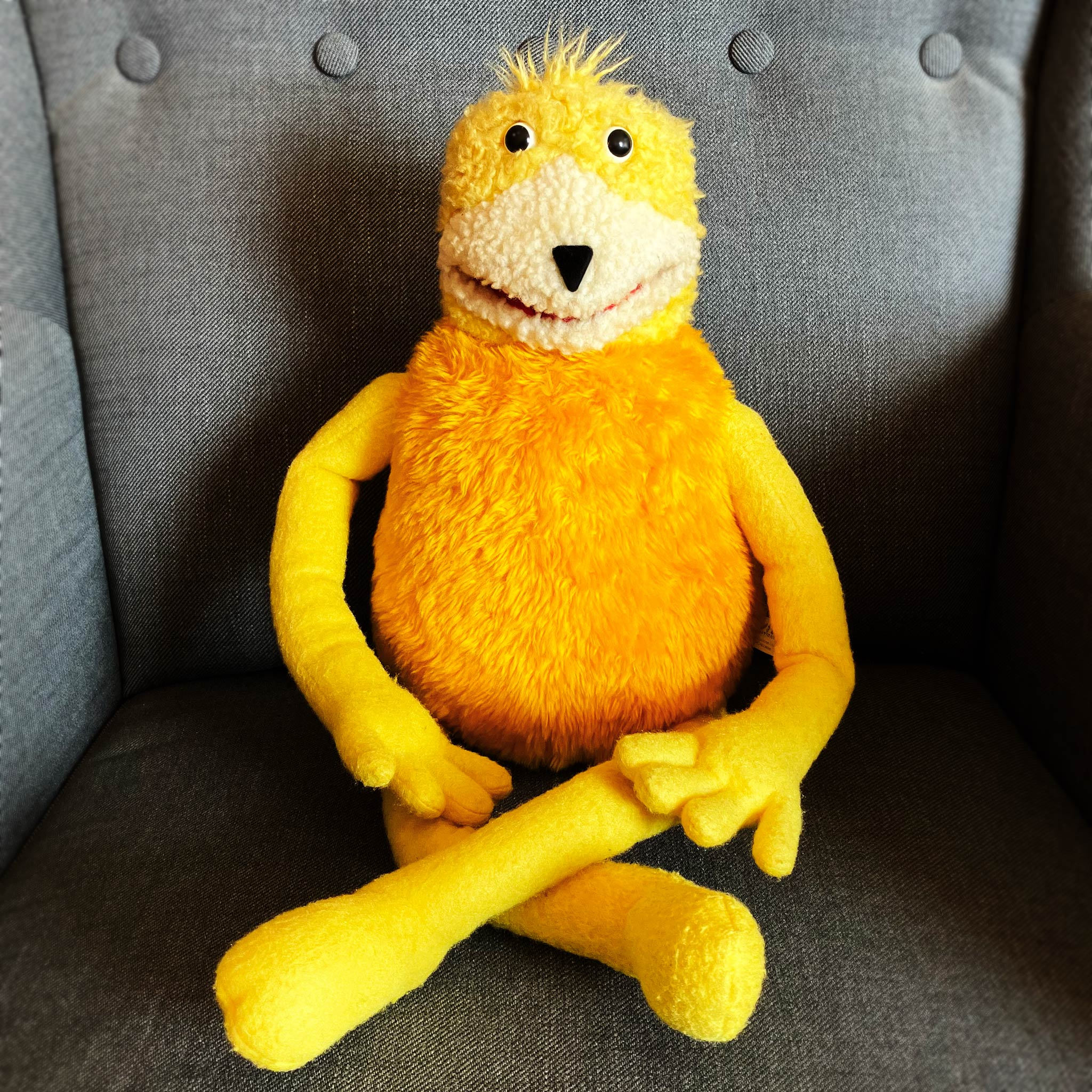
Flat Eric

Flat Eric is een gele pop, ontworpen door Janet Knechtel in opdracht van Jim Henson's Creature Shop. Flat Eric werd gebruikt voor reclame van het kledingmerk Levi. In de reclamespots werd hij gespeeld door Drew Massey. Flat Eric zou in de reclame, gezocht door de politie, met zijn vriendin Angel in Californië rondrijden. 
Zijn naam komt van een idee voor een reclamespot waarin een auto over zijn hoofd reed en aldus zijn hoofd platter maakte. Het idee werd niet gebruikt maar de naam bleef.
Flat Eric kwam voor in de clip van het liedje Flat Beat, gemaakt door de Franse artiest Mr. Oizo. Hij verscheen ook als publiekstrekker in de eerste reeks van The Office, een komische serie van de BBC. Zo was hij van 2001 tot 2003 op de televisie te bewonderen. Later verscheen hij samen met David Soul in een televisieadvertentie, maar The Office bleef zijn beste periode.
Flat Eric was gebaseerd op een pop genaamd Stephene, die er sterk op leek ondanks dat hij wel oren had. Stephene verscheen in enkele korte films van Mr. Oizo.